# Microrregión de Nova Friburgo
La microrregión de Nova Friburgo es una de las  microrregiones del estado brasileño del Río de Janeiro perteneciente a la mesorregión del Centro Fluminense. Posee un área de 2.088,067 km² y su población fue estimada en 2006 por el IBGE en 227.982 habitantes y está dividida en cuatro municipios. El principal municipio de la microrregión es Nova Friburgo, que concentra sus principales actividades comerciales e industriales.

## Municipios
- Bom Jardim
- Duas Barras
- Nova Friburgo
- Sumidouro

- Datos: Q2089062
- Multimedia: Nova Friburgo / Q2089062